# Желимир Јанеш
Желимир Јанеш (Сисак, 12. децембар 1916 − Загреб, 23. јануар 1996) био је хрватски вајар, један од најзначајнијих хрватских аутора мале пластике (медаљарства) и члан Хрватске академије знаности и умјетности.

## Живот и каријера
Рођен је у Сиску, 12. децембра 1916. Дипломирао је на Академији ликовних уметности у Загребу 1941. у класи Фране Кршинића, а ситну пластику учио је код вајара и медаљера Иве Кердића. Усавршавао се током Другог светског рата у атељеу Ивана Мештровића (1941–1942), а потом и у атељеу Антуна Аугустинчића (1945–1946). Био је сарадник Мајсторске радионице Ф. Кршинића.
Од 1956. до 1963. године радио је као наставник у Вишој обућарској школи у Загребу, а од 1956 до 1960. и у Школи примијењене умјетности у Загребу. Од 1961. године радио је као доцент, а од 1974. као редовити професор и руководилац факултативног течаја за ситну пластику на загребачкој Академији, и у свом атељеу и након одласка у пензију 1987. године наставио је са поучавањим ликовних дела.
Био је члан Хрватске академије знаности и умјетности од 1977. године до смрти (од 1977. члан сарадник, а од 1992. редовни члан).
За живота донирао је 1981. године родном граду Сиску 110 својих дела.
Преминуо је у Загребу, 23. јануара 1996. године у 79-тој години живота.

## Ликовно стваралаштво
Желимир Јанеш је био вајар са истанчаним осећајем за материјал (камен и дрво) и финоћу обраде. Под утицајем свог професора Кршинића у почетку своје каријера вајао је дела изразито интимистичкога карактера са темама, деце, очинство и материнство (међу којима су значајнија дела, Први напор, 1948; Први корак, 1949; Споменка, 1952; Отац и син, 1954).
Истодобно сажима форме По узору на египатску скулптуру Желимир у својим делима поједностављује форму (нпр дело, Глава жене, 1955) и редукује композицију до граница апстракције (дела, Трудница, 1953; Манекенка, 1954).
Надахнут облицима из природе, Желимир Јанеш се једно време своје стваралаштво посвећује ситној пластици.
У раду је често експериментисао са разноврсним материјалима (бронза, камен, дрво, стакло, кристал, седеф, злато, сребро, полиестер, корал, кост). Обликујући пластику кратке дистанцеон уводи појам појам  „тактила” (осећаја)  којим означава форму намењену држању на длану, вајарски обликовану тако да истиче осећај структуре и волумена (дела, Тактилни облици, 1949; Купска тактила, 1953; Ликовни знак, 1963; Артефакт-модулор, 1966; Лебдјелице, 1977).
Једно време сарађивао је са Удругом слијепих и слабовидних особа у Тифлолошком музеју и стварао апстрактне органске асоцијативне облике погодне за ликовно-педагошки рад с хендикепираним особама, са жељом да прошиири њихове сазнајне могућности и доживљавање околине додиром (дела, Форма рибљег покрета, 1979; Једро–птица–цвијет, 1982)
Његове плакете и медаље, тактилни волумени, стајачице, показнице и скулптуралне споменице додељиване су као награде (Награда »СЛУЈ«, 1963; Корабља Марка Марулића, 1970; Награда »Јурај Крижанић«, 1981; Вечерњакова ружа, 1995) или посвете (дела, Посвета Љ. Караману, 1967; Скитње Матка Пеића, 1969; Милка Трнина – хрватски славуј, 1971; Славонска шума, 1974; Врата хрватске писмености, 1988).
Бавио се и обликовањем сребрњака и златника, међу којима су значајнија дела:
- Јубилеј Филозофског факултета, 1969;
- Н. Тавелић, 1970;
- Сисак – 22. мај, 1980;
- Ј. Ј. Штросмајер, 1984.

Стварао је и споменике намењене јавном простору, од којих су значајнији:
- Фонтана Наше море (1937, постављена 1947. на угао Шубићеве и Звонимирове улице у Загребу) са зооморфним призорима у каменом рељефу,
- Рељеф Мирење за постоље Франгешова споменика краљу Томиславу (1948), у Загребу, с профињеним осећајем за околину, амбијенталну скулптуру и с призорима из свакидашњице
- Шпекулаш у Сиску (1953) и с митолошком тематиком.
- Амфибиони у Вучедолу (1960);
- Баба Рога у Хушњакову у Крапини, 1977),
- Вита! Вита! у Дуброви крај Лабина, (1988).
- Споменици на тему Другог светскога рата: у Новом у Винодолу (1951), Гомирју (1952), Вуковару (1955), Загребу (1966), Хрватској Костајници (1981) као и монументални бетонски споменик Првом партизанскому одреду Дебели бријест у шуми Брезовици крај Сиска (1981).[15]

Бавио се  и:
- Израдом муралних графита, од којих су значајнија дела  Банкарство у Сисачкој банци у Сиску 1965, Ловачка пасторала у Вили Загорје у Загребу 1966.,
- Ликовним опремањем моторних бродова  Југославија  Јединство и  Јадран (1956–57)
- Архитектуром (нереализован пројекат за цркву у Боки которској према глагољичком графему аз, са Жељком Ковачићем).[16]
- Урбанистичким проблемима (нереализовани пројект за трг у Крку, са А. Вулином).

Снажно је утицао на млађу генерацију хрватских медаљара (Здравко Бркић, Дамир Матаушић, Жељко Зима) чиме је дао значајан допринос развоју мале пластике и медаљарства у националним и међународним оквирима.

## Признања
За свој кипарски, медаљерски и педагошки рад примио је низ признања и награда: између осталих и 
- 1970. Годишња наградa „Владимир Назор"
- 1989. Годишња наградa „Владимир Назор" за животно дело.
- 1994. У продукцији Школскога програма ХТВ снимљен је филм „Желимир Јанеш – свет четирију додира ”, аутора Маријана Аданића.